# François-Étienne Villeret
 (avril 2011).
Si vous disposez d'ouvrages ou d'articles de référence ou si vous connaissez des sites web de qualité traitant du thème abordé ici, merci de compléter l'article en donnant les références utiles à sa vérifiabilité et en les liant à la section « Notes et références ».
Pour les articles homonymes, voir Villeret.

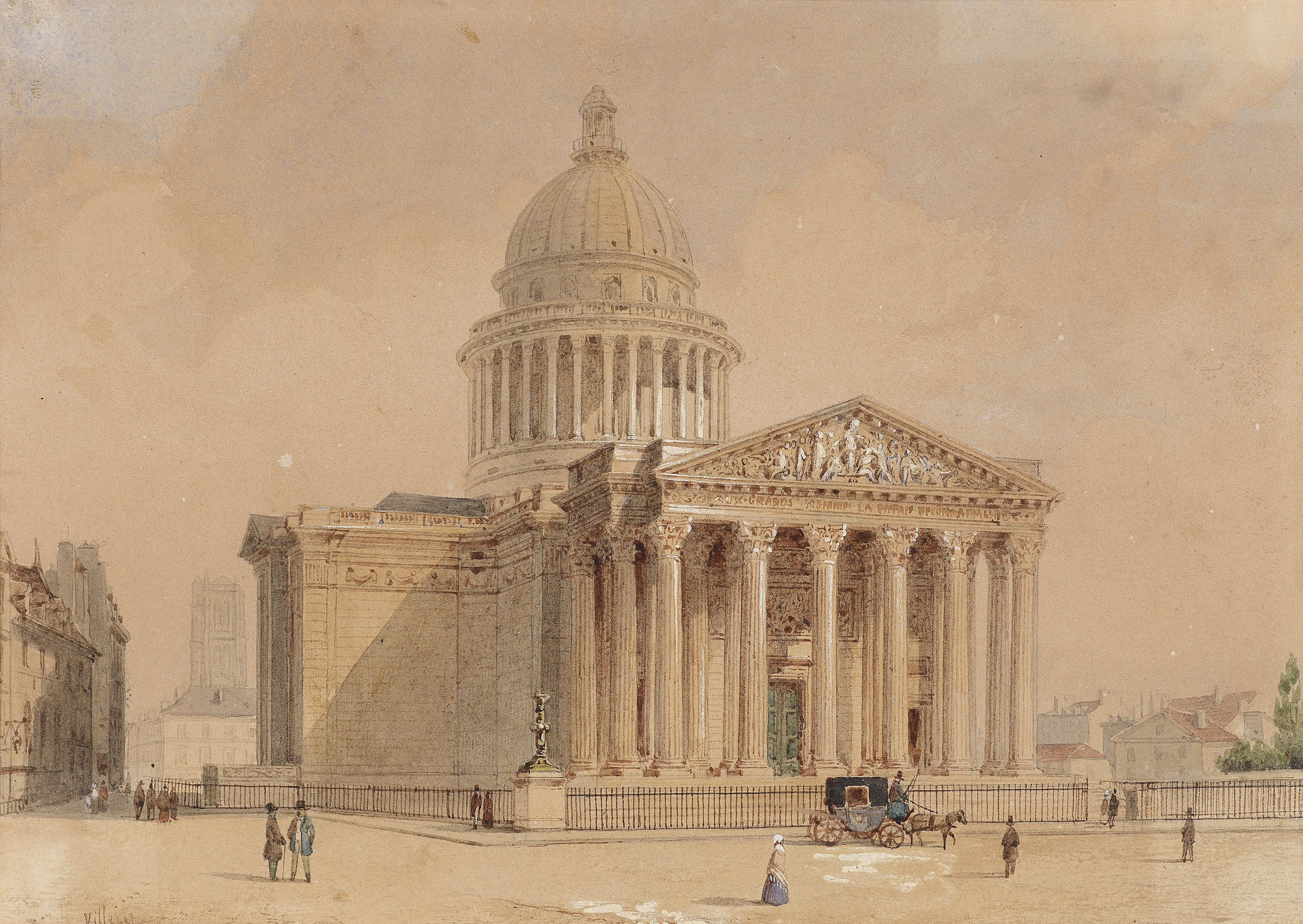
Panthéon, Paris.

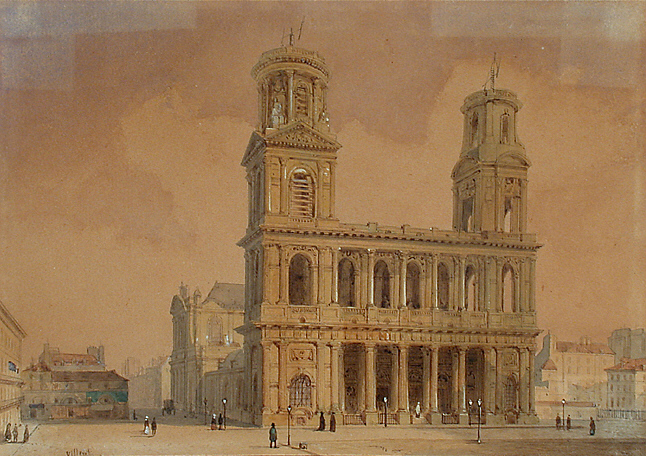
Église Saint-Sulpice, Paris.

François-Étienne Villeret, né à Paris le 31 août 1798, et mort à Sens (Yonne) le 2 septembre 1852, est un artiste-peintre et aquarelliste français.
Il fut un des premiers spécialistes de la vue de ville à s'intéresser au patrimoine gothique. Il réalisa de nombreuses vues topographiques de monuments de la Normandie, de la Picardie et de Paris. Le musée des beaux-arts de Rouen conserve de nombreuses œuvres de cet artiste.